# Бея (растение)
Бея (лат. Boea) — род цветковых растений семейства Геснериевые (лат. Gesneriaceae), включающий в себя 20 видов многолетних травянистых растений.

## Этимология названия
Род назван по имени М. Ле Бо (M. le Beau), родственника Филибера Коммерсона (Philibert Commerson), который был первым собирателем видов Беи.

## Ботаническое описание
Многолетние травянистые корневищные наземные растения бесстебельные или с коротким стеблем, иногда одревесневающие у основания. Листья супротивные, у бесстебельных видов спирально размещённые — образуют розетку, овальные, овально-сердцевидные, голые или с длинными волосками, гладкие или с выразительным жилкованием, край зубчатый, зелёные. Соцветия пазушные, на длинных цветоносах, мало- или многоцветковые, в среднем около 15 цветков, часто зонтичного типа. Чашелистики небольшие, несросшиеся. Цветок зигоморфный. Венчик колокольчатый с 5-лопастным отгибом, иногда явно двугубый, верхняя губа двухлопастная и окрашена светлее, нижняя — из трёх лопастей и окрашена темнее; существуют так же тип околоцветника с короткой трубкой и широкими распростёртыми долями. Цвет околоцветника — белый, голубоватый или фиолетовый. Тычинок 2, сросшиеся,нити ярко-жёлтые, пыльники обычно кремовые или светло-коричневые. Завязь цилиндрическая или цилиндро-коническая, плавно переходящая в пестик с головчатым рыльцем. Плод — двустворчатая спирально закрученная коробочка.

## Ареал и климатические условия
Обширная область обитания — Южный Китай, Индия, Северный Таиланд, Вьетнам, Филиппины, Сулавеси, Сумбава, Флорес, Новая Гвинея, Соломоновы острова, Австралия. В природе растут в горных лесах на высоте до 1500 метров, на земле и на скалах.

## Хозяйственное значение и применение
В культуре недавно. Выращивается как декоративное красивоцветущее горшочное растение. В любительском цветоводстве культивируют два вида Boea hemsleyana и Boea higroscopica.

## Агротехника
Посадка. Сажают в рыхлый, питательный водо- и воздухопроницаемый субстрат, с добавлением торфа и дроблёного известняка. на дне горшка устраивают дренаж из слоя керамзита, черепков или крупнозернистого песка.
Уход. Растение светолюбиво, но не выносит прямых солнечных лучей. Полив умеренный, регулярный, без пересушки или застаивания воды в поддоне. При поливе не смачивать листья. Предпочитает повышенную влажность воздуха, но следует избегать опрыскивания и попадания воды на листья. Оптимальная температура 19-20°С. Регулярные подкормки в период роста — с весны до осени 1 раз в 2 недели жидким комплексным удобрением 1/2 от рекомендованной дозы. С конца осени до февраля уменьшить полив и не удобрять.
Пересадка. Пересаживают каждый год или раз в два года в свежий земляной субстрат.
Размножение. Листовыми черенками, посевом семян.

## Виды
По данным The Plant List
- Boea clarkeana Hemsl.[3]
- Boea dennisii B.L.Burtt
- Boea densihispidula S.B.Zhou & X.H.Guo
- Boea geoffrayi Pellegr.
- Boea hemsleyana B.L.Burtt
- Boea hians Burkill
- Boea hygrometrica (Bunge) R.Br.[4]
- Boea hygroscopica F.Muell.[5]
- Boea kinnearii (F.Muell.) B.L.Burtt
- Boea lawesii H.O.Forbes
- Boea magellanica Lam.typus
- Boea minutiflora Ridl.
- Boea mollis Schltr.
- Boea philippensis C.B.Clarke
- Boea rosselensis B.L.Burtt
- Boea urvillei C.B.Clarke
- Boea wallichii R.Br.